# Bezirk Tarnów
Bezirk Tarnów – dawny powiat (Bezirk) kraju koronnego Królestwo Galicji i Lodomerii, funkcjonujący w latach 1854–1867. Siedzibą starostwa było miasto Tarnów.

## Historia
Bezirk Tarnów utworzono w ramach reformy uwłaszczeniowej z okresu Wiosny Ludów (1848–1849), która likwidowała jurysdykcję właściciela ziemskiego nad poddanymi. W Galicji, dominium – jako podstawowa jednostka administracyjna i filar systemu feudalnego straciło rację bytu. Konieczne stało się zatem wprowadzenie nowego systemu administracyjnego, którego zręby powstały w latach 1851–1855. Nowy trójstopniowy podział administracyjny objął 21 cyrkułów (niem. Kreise), 179 małych powiatów (niem. Bezirke) i ponad 6000 gmin (niem. Gemeinde). 
Bezirk Tarnów objął obszar o wielkości 6,8 mil², zamieszkany przez 44.154 ludzi i podzielony na 53 gmin katastralnych, w tym jedno miasto  (Tarnów). Wszedł w skład cyrkułu tarnowskiego, jako jeden z jego dziesięciu powiatów.
Po nadaniu Galicji autonomii oraz powołaniu samorządu gminnego i powiatowego w 1865 zlikwidowano cyrkuły (Kreise). Dotychczasowe małe powiaty (Bezirke) w liczbie 179, utrzymały się do 1867 roku, kiedy to w następstwie kolejnej reformy administracyjnej (23 stycznia 1867) zostały zastąpione przez 74 większych powiatów. Obszar zniesionego Bezirk Tarnów wszedł wtedy prawie w całości w skład nowego powiatu tarnowskiego, oprócz gminy Zakrzów, włączonej do nowego powiatu brzeskiego. 19 czerwca 1867 do powiatu tarnowskiego przydzielono gminę Łękawka, której przynależność administracyjna w chwili reformy nie została ustalona. 1 sierpnia 1878 częściowo zmieniono granice powiatów tarnowskiego i brzeskiego (Ilkosławice).

## Podział administracyjny (1854)
| Lp. | Gmina jednostkowa                           | Powierzchnia | Ludność | Powiat w 1867 po zniesieniu |
| --- | ------------------------------------------- | ------------ | ------- | --------------------------- |
| 1   | Tarnów (M)                                  | 1325         | 3333    | tarnowski                   |
| 2   | Zawale (Vorstadt)                           | 1325         | 4563    | tarnowski                   |
| 3   | Grabówka (Vorstadt)                         | 1325         | 2705    | tarnowski                   |
| 4   | Zabłocie (Vorstadt)                         | 1325         | 1616    | tarnowski                   |
| 5   | Terlikówka (Vorstadt)                       | 1325         | 175     | tarnowski                   |
| 6   | Pogwizdów (Vorstadt)                        | 1325         | 971     | tarnowski                   |
| 7   | Strusina (Vorstadt)                         | 1725         | 3032    | tarnowski                   |
| 8   | Biała                                       | 2235         | 165     | tarnowski                   |
| 9   | Klikowa                                     | 2235         | 920     | tarnowski                   |
| 10  | Chyszów                                     | 590          | 244     | tarnowski                   |
| 11  | Gumniska                                    | 575          | 420     | tarnowski                   |
| 12  | Krzyż                                       | 2535         | 755     | tarnowski                   |
| 13  | Rzędzin                                     | 1220         | 735     | tarnowski                   |
| 14  | Wierzchosławice                             | 7235         | 1850    | tarnowski                   |
| 15  | Komorów                                     | 7235         | 181     | tarnowski                   |
| 16  | Ostrów                                      | 7235         | 167     | tarnowski                   |
| 17  | Dąbrówka Infułacka                          | 705          | 376     | tarnowski                   |
| 18  | Świerczków                                  | 1210         | 266     | tarnowski                   |
| 19  | Zaczarnie                                   | 2080         | 1088    | tarnowski                   |
| 20  | Koszyce Małe                                | 970          | 410     | tarnowski                   |
| 21  | Koszyce Wielkie                             | 915          | 433     | tarnowski                   |
| 22  | Lichwin                                     | 2175         | 912     | tarnowski                   |
| 23  | Lubinka                                     | 915          | 351     | tarnowski                   |
| 24  | Pogórska Wola z Pośklem i Podgórzem         | 3605         | 1543    | tarnowski                   |
| 25  | Pleśna                                      | 975          | 436     | tarnowski                   |
| 26  | Łowczówek                                   | 1175         | 310     | tarnowski                   |
| 27  | Rychwałd                                    | 1280         | 332     | tarnowski                   |
| 28  | Radlna                                      | 510          | 234     | tarnowski                   |
| 29  | Rzuchowa                                    | 830          | 442     | tarnowski                   |
| 30  | Dąbrówka                                    | 740          | 281     | tarnowski                   |
| 31  | Lubcza                                      | 665          | 129     | tarnowski                   |
| 32  | Szczepanowice                               | 1720         | 579     | tarnowski                   |
| 33  | Jodłówka                                    | 1720         | 136     | tarnowski                   |
| 34  | Kłokowa                                     | 870          | 160     | tarnowski                   |
| 35  | Świebodzin                                  | 870          | 380     | tarnowski                   |
| 36  | Siemiechów                                  | 3325         | 1493    | tarnowski                   |
| 37  | Łękawica                                    | 2720         | 1318    | tarnowski                   |
| 38  | Łękawka                                     | 1205         | 522     | tarnowski                   |
| 39  | Nowodworze                                  | 330          | 217     | tarnowski                   |
| 40  | Poręba                                      | 1165         | 630     | tarnowski                   |
| 41  | Rzędzińska Wola                             | 4095         | 1935    | tarnowski                   |
| 42  | Skrzyszów                                   | 4585         | 2208    | tarnowski                   |
| 43  | Szynwałd                                    | 3985         | 1854    | tarnowski                   |
| 44  | Tarnowiec                                   | 840          | 347     | tarnowski                   |
| 45  | Trzemesna                                   | 1260         | 573     | tarnowski                   |
| 46  | Zawada i Wólka                              | 860          | 422     | tarnowski                   |
| 47  | Woźniczna                                   | 580          | 178     | tarnowski                   |
| 48  | Zbylitowska Góra                            | 1565         | 538     | tarnowski                   |
| 49  | Sieciechowice                               | 1565         | 54      | tarnowski                   |
| 50  | Zgłobice                                    | 835          | 441     | tarnowski                   |
| 51  | Zakrzów i Łętowica z Ilkosławicami i Dębiną | 865          | 309     | brzeski / tarnowski         |
| 52  | Mikołajowice                                | 640          | 371     | tarnowski                   |
| 53  | Sierachowice                                | 640          | 114     | tarnowski                   |

Objaśnienie:
(M) = miasto; (m) = miasteczko